# Barbara Gott
Barbara Gott (1872 – 1944) foi uma atriz britânica da era do cinema mudo.

## Filmografia selecionada
- Linked by Fate (1919)
- Downhill (1927)
- Paradise (1928)
- Ringing the Changes (1929)
- Lily of Killarney (1929)
- Compromising Daphne (1930)
- At the Villa Rose (1930)
- The House of the Arrow (1930)
- The Sport of Kings (1931)
- Sally in Our Alley (1931)